# VfR Aalen
El VfR Aalen es un club de fútbol de Alemania con sede en la ciudad de Aalen y actualmente juega en la Regionalliga Südwest.

## Historia
El club que se fundó en 1921 tuvo sus peores momentos en los años 1970 cuando desdendió a la 5. división alemana. Acutualmente juega en la 3. Liga tras descender de la 2. Bundesliga en 2014-15.

## Palmarés
- 3. Liga: 0
  - Subcampeón: 1

2011-2012
- Oberliga Baden-Württemberg: 1 (IV)

1998-1999
- Amateurliga Württemberg: 1 (III)

1951
- Amateurliga Nordwürttemberg: 2 (III)

1974, 1975
- Verbandsliga Württemberg: 2 (IV)

1980, 1983
- Copa Württemberg: 7

1972, 1979, 1986, 2001, 2002, 2004, 2010
- - Finalista: 3

1987, 1992, 1999

## Temporadas recientes y posiciones
| Temporada | Liga             | Posición |
| 2000      | Regionalliga Süd | 7.º      |
| 2001      | Regionaliga Sud  | 4.º      |
| 2002      | Regionaliga Sud  | 10.º     |
| 2003      | Regionaliga Sud  | 6.º      |
| 2004      | Regionaliga Sud  | 12.º     |
| 2005      | Regionaliga Sud  | 6.º      |
| 2006      | Regionaliga Sud  | 6.º      |
| 2007      | Regionaliga Sud  | 5.º      |
| 2008      | Regionaliga Sud  | 4.º      |
| 2009      | 3. Liga          | 19.º     |
| 2010      | Regionaliga Sud  | 1.º      |
| 2011      | Tercera Liga III | 16.º     |
| 2012      | Tercera Liga III | 2.º      |
| 2013      | 2.Bundesliga     | 9°       |
| 2014      | 2.Bundesliga II  | 11°      |
| 2015      | Tercera Liga III | 15.º     |

## Máyores Presencias
- En la historia del club

|    | Jugador           | País                 | Partidos | Actualidad          |
| -- | ----------------- | -------------------- | -------- | ------------------- |
| 1  | Andreas Hofmann   | Alemania             | 221      | Greuther Furth      |
| 2  | Branko Okic       | Bosnia y Herzegovina | 213      | Retirado            |
| 3  | Neno Rogosic      | Croacia              | 193      | Retirado            |
| 4  | Marco Haller.     | Alemania             | 182      | 1.FC Schweinfurt 05 |
| 5  | Michael Stickel   | Alemania             | 178      | Retirado            |
| 6  | Robert Lechleiter | Alemania             | 172      | Retirado            |
| 7  | Michael Schiele   | Alemania             | 170      | Retirado            |
| 8  | Daniel Bernhardt  | Alemania             | 161      | VfR Aalen           |
| 9  | Miguel Coulibaly  | Senegal              | 151      | Retirado            |
| 10 | Leandro Grech     | Argentina            | 141      | SV Elversberg       |

## Entrenadores
| - Klaus Peter Jendrosch † (1976-1977) - Erwin Hadewicz (1985-1988) - Norbert Stippel (1994-1996) - Walter Modick (1997-2000) - Helmut Dietterle (2000) - Willi Entenmann † (2000-2001) - Helmut Dietterle (2001-2002) - Peter Zeidler (2002-2004) - Slobodan Pajic (2004-2005) - Frank Wormuth (2005-2006) - Edgar Schmitt (2007-2008) - Jürgen Kohler (2008) - Kosta Runjaic (2008) - Petrik Sander (2008-2009) - Rainer Scharinger (2009-2010) - Ralph Hasenhüttl (2011-2013) - Stephan Ruthenbeck (2013-2015) - Peter Vollmann (2015-presente) |